# Misionella mendensis
Misionella mendensis is een spinnensoort in de taxonomische indeling van de spleetwevers (Filistatidae).
Het dier behoort tot het geslacht Misionella. De wetenschappelijke naam van de soort werd voor het eerst geldig gepubliceerd in 1920 door Cândido Firmino de Mello-Leitão.